# مادلين دوران
مادلين دوران (بالإنجليزية: Madeleine Doran)‏ هي كاتِبة أمريكية، ولدت في 12 أغسطس 1905 في ماساتشوستس في الولايات المتحدة، وتوفيت في 19 أكتوبر 1996 في ماديسون في الولايات المتحدة.